# Le Monde merveilleux de Impy
Série
Les Aventures de Impy le Dinosaure
(2006)
Pour plus de détails, voir Fiche technique et Distribution.
Le Monde merveilleux de Impy (Urmel voll in Fahrt) est un film allemand réalisé par Holger Tappe et Reinhard Klooss, sorti le 1er mai 2008 en Allemagne et le 8 avril 2009 en France. C'est la suite du film Les Aventures de Impy le Dinosaure.

## Synopsis
Pour son anniversaire, Impy a une sœur, Babu, une petite fille panda. Peu de temps après le départ du professeur Tibberton et Tim pour un congrès, l'entrepreneur corrompu Barnaby apparaît soudainement sur Tikiwoo. Il veut Impy. Puisqu'il promet qu'il sera une star, il vient avec lui volontairement. En tant que passager clandestin, Babu se faufile également à bord. Alors qu'Impy est détenu par Barnaby dans son parc d'attractions non ouvert, Peg, qui a une jambe cassée, envoie Monty, Ping et Shoe pour sauver Impy et Babu. Dans le parc, cependant, Impy et Babu réussissent à mettre Barnaby à bout de nerfs et utilisent une illusion pour fuir ses financiers, trois cheikhs. Quand Impy, Babu, Monty, Ping et Shoe reviennent à Tikiwoo, le professeur apparaît également avec Tim. Les résidents ne ressentent pas le besoin de dire au professeur ce qui s'est passé.

## Fiche technique
- Titre : Le Monde merveilleux de Impy
- Titre original : Urmel Voll In Fahrt
- Titre anglais : Impy's Wonderland
- Réalisation : Holger Tappe, Reinhard Klooss
- Scénario : Oliver Huzly, Reinhard Klooss et Sven Severin d'après le roman de Max Kruse
- Production : Holger Tappe et Reinhard Klooss
- Société de distribution : Ocean Film
- Durée : 88 minutes
- Pays :  Allemagne
- Date de sortie : 
  - Allemagne : 1er mai 2008
  - France : 8 avril 2009

## Distribution

### Voix originales
- Hannes Maurer (de) : Impy
- Julia Ziffer (de) : Babu
- Anke Engelke : Wutz
- Marion von Stengel (de) : Miss Lee
- Hans Hohlbein (de) : petit cheikh
- Oliver Kalkofe (de) : Barnaby
- Wigald Boning : Prof. Habakuk Tibatong
- Frank Schaff (de) : Wawa
- Oliver Pocher (de) : Schusch
- Stefan Krause (de) : Ping
- Christoph Maria Herbst (de) : Eddie le fantôme
- Wolfgang Völz : Solomon

### Voix françaises
- Valentin Maupin : Impy
- Mélanie Maupin : Babu
- Laura Blanc : Peg
- Ariane Aggiage : Miss Lee
- Mostepha Stiti : petit cheikh
- Michel Mella : Barnaby
- Pierre-François Pistorio : Professeur Tibberton
- Alexis Tomassian : Monty
- Thierry Wermuth : Shoe
- Tony Marot : Ping
- William Coryn : Eddie le fantôme
- Jacques Frantz : Solomon